# Popowo-Parcele
Popowo-Parcele – wieś w Polsce położona w województwie mazowieckim, w powiecie wyszkowskim, w gminie Somianka. Ma status sołectwa. Leży nad Bugiem.
Mieszkańcy wyznania rzymskokatolickiego należą do parafii Narodzenia NMP w Popowie Kościelnym.
W latach 1975–1998 miejscowość administracyjnie należała do województwa ostrołęckiego.
W Popowie Parcelach znajduje się neogotycki pałac z XIX w., otoczony parkiem krajobrazowym. Do 1768 roku Popowo było w rękach rodziny Popowskich herbu Pobóg. Pałac został wybudowany przez stolnika owruckiego Michała Kozłowskiego herbu Jastrzębiec. Po sprzedaży Popowa rodzinie Skarżyńskich w roku 1817 pałac rozbudował Edmund Skarżyński syn Marianny Kozłowskiej herbu Jastrzębiec żony Tomasza Skarżyńskiego.
Zniszczony podczas II wojny światowej, odbudowany został w 1963 r. Obecnie należy do Ministerstwa Sprawiedliwości i mieści się tam Ośrodek Doskonalenia Kadr Służby Więziennej.